# Babilonsko ropstvo
Babilonsko ropstvo, babilonsko sužanjstvo ili babilonsko progonstvo, naziv je koji se obično koristi za deportaciju i progonstvo Židova iz drevnog Kraljevstva Juda u Babilon od strane Nabukodonosora u 6. stoljeću pr. Kr. Ropstvo i kasniji povratak u Izrael su ključni događaji u povijesti Židova i judaizma, te su imali dugoročne posljedice na razvoj moderne židovske kulture i običaja.
Kraljevstvo Juda (hebr. מַלְכוּת יְהוּדָה) (oko 930. pr. Kr. – 586. pr. Kr.), često navođeno kao "Južno kraljevstvo," bila je jedna od država-nasljednica "Ujedinjene Monarhije."  Pleme Juda je kralja Davida izabralo da vlada nad njima, te je Davidova loza preživjela 350 godina, sve dok kraljevstvo godine 586. pr. Kr. nije uništilo Babilonsko Carstvo pod Nebuzar-adanom, kapetanom tjelesne garde Nabukodonosora.  Tada je uništen i Prvi hram u Jeruzalemu.  Već prije toga su Babilonci zauzeli Jeruzalem te prognali judejsko plemstvo i vodeće građane.  Nakon što je Babiloniju osvojilo Perzijsko Carstvo godine 539. pr. Kr., perzijski vladar Kir Veliki je Židovima dozvolio da se vrate u svoju domovinu, a 40.000 njih je iskoristilo tu priliku, o čemu govore biblijske priče o Ezri i Nehemiji.
Babilonsko progonstvo i povratak u Izrael se u vjerskom smislu smatra jednim od ključnih događaja u odnosu Boga i njegovog izabranog naroda - Izraela. Isto kao što su bili predodređeni da padnu u ropstvo a potom budu izbavljeni iz Egipta, Izraeliti su bili predodređeni za Božju kaznu u obliku Babilonaca, od kojih su ponovno izbavljeni.  Babilonsko ropstvo je zbog toga imalo značajan utjecaj na razvoj judaizma i židovske kulture, što uključuje promjene u hebrejskom pismu te promjene u ritualima i običajima židovske vjere.
Ovaj period je karakterizirala pojava posljednjih velikih biblijskih proroka kao što je Ezekiel, a nakon čega je Tora dobila veliku važnost u židovskom životu.  Ovaj se proces poklopio s pojavom pisara i mudraca kao židovskih vođa (v. Ezra i farizeji).  
Prije progonstva, narod Izraela se organizirao po načelu plemena; nakon toga su organizirani u klanove, s time da je pleme Levi zadržalo posebnu ulogu. Nakon babilonskog ropstva, ustanovile su trajne i brojne zajednice Židova izvan Izraela, pa se tako taj događaj smatra početkom "Židovske dijaspore."